# Jonathan Whitesell
Jonathan Rae Whitesell (Duncan, 28 agosto 1991) è un attore canadese, noto per aver interpretato il ruolo di Luke Matthews nella serie televisiva di fantascienza Beyond. Ha interpretato diversi ruoli noti come quello di Bryan in The 100, quello di Kurtz in Riverdale e quello di Robin Goodfellow nella serie Netflix Le terrificanti avventure di Sabrina.

## Biografia
Dopo essersi diplomato al liceo, Whitsell si arruolò nell'esercito canadese, seguendo le orme del padre, già arruolato, e del nonno che era un ufficiale di polizia. Sebbene gli piacesse recitare da quando aveva otto anni, non la vedeva come una carriera redditizia, e fu solo quando attraversò un periodo particolarmente difficile della sua vita che Whitesell decise di provare a concentrarsi su qualcosa che amava e si iscrisse ad un corso di recitazione presso la Capilano University.
Tra il 2016 e il 2017, Whitesell è apparso nel ruolo ricorrente di Bryan nella terza e quarta stagione della serie di fantascienza di The CW The 100. Bryan viene presentato come il fidanzato del personaggio di Nathan Miller. Sul significato del suo ruolo, ha spiegato "[Bryan e Miller] erano due tipi di quasi maschi alfa di ogni stazione e la relazione non era basata su stereotipi ed è così bello essere in questo universo, la sessualità non è una cosa così pertinente". Ha anche aggiunto che interpretare un personaggio LGBT è stato un "onore". Discutendo del suo ruolo da ospite come Ercole in "Labour of Love", il tredicesimo episodio della quinta stagione della serie C'era una volta, Whitsell ha ammesso di essersi "appassionato" nel momento in cui ha letto la sceneggiatura e ha pensato che il suo arco narrativo fosse "rinfrescante" e "interessante", aggiungendo che gli piaceva "la nuova versione" del personaggio che era molto diverso da come è stato ritratto nel film Disney del 1997. Ha anche elogiato il regista Billy Gierhart e l'attrice Ginnifer Goodwin per il loro supporto sul set.
Nel 2016, Witesell è stato scelto per recitare nella serie Beyond. Le riprese della prima stagione sono iniziate il 5 aprile 2016. Descrivendo il processo di casting, ha spiegato che "originariamente ha fatto un provino per il ruolo di Holden. È stata un'esperienza un po' turbolenta che è iniziata con una registrazione, tre audizioni ed un test nell'arco di un paio di mesi". La serie è stata cancellata dopo la sua seconda stagione.
L'ingresso di Whitesell nel cast del film di guerra di Dan Krauss The Kill Team è stato annunciato il 1 novembre 2017. Le riprese del film durarono sei settimane di riprese e si conclusero in Spagna il 20 ottobre 2017. Il film è stato presentato in anteprima al Tribeca Film Festival il 27 aprile 2019, prima essere distribuito nelle sale dalla A24 il 25 ottobre di quello stesso anno.
Alla fine del 2019, Whitesell è entrato nel cast della serie Netflix Le terrificanti avventure di Sabrina. Circa il suo ruolo, Deadline ha riferito che Whitesell avrebbe "interpretato Robin, un bel giovanotto con una qualità da 'elfo'" e che, sebbene il personaggio sia "premuroso e dolce", era anche un "fattore di dispetti" e "forse qualcosa di più pericoloso" che avrebbe sviluppato sentimenti nei confronti del personaggi di Theo, interpretato da Lachlan Watson.

## Filmografia

### Attore

#### Cinema
- The Unspoken, regia di Sheldon Wilson (2015)
- A.R.C.H.I.E. - Un robot a quattro zampe (A.R.C.H.I.E.), regia di Robin Dunne (2016)
- Never Steady, Never Still, regia di Kathleen Hepburn (2017)
- Not Falling Together, regia di Nigel Edwards - cortometraggio (2017)
- Hold the Dark, regia di Jeremy Saulnier (2018)
- 7 sconosciuti a El Royale (Bad Times at the El Royale), regia di Drew Goddard (2018)
- The Kill Team, regia di Dan Krauss (2019)

#### Televisione
- Proof – serie TV, 1 episodio (2015)
- Detective McLean (Ties That Bind) – serie TV, 1 episodio (2015)
- iZombie – serie TV, 1 episodio (2015)
- The Hollow, regia di Sheldon Wilson – film TV (2015)
- X-Files (The X Files) – serie TV, episodio 10x02 (2016)
- C'era una volta (Once Upon a Time) – serie TV, 1 episodio (2016)
- The 100 – serie TV, 10 episodi (2016-2017)
- Beyond – serie TV, 20 episodi (2016-2018)
- Project Blue Book – serie TV, 1 episodio (2019)
- Riverdale – serie TV, 5 episodi (2019)
- The Twilight Zone – serie TV, 1 episodio (2019)
- Le terrificanti avventure di Sabrina (Chilling Adventures of Sabrina) – serie TV, 13 episodi (2020)

### Doppiatore
- Young George and the Dragon, regia di Colin Curwen (2017)
- Beyblade Burst (ベイブレードバースト Beiburēdo Bāsuto) – serie TV, 6 episodi (2017) Versione inglese
- Littlest Pet Shop: A World of Our Own – serie TV, 1 episodio (2018)

## Riconoscimenti
- Leo Awards
  - 2016 – Candidatura come miglior interpretazione di un ospite maschile in una serie drammatica per X-Files
- UBCP Award
  - 2016 – Candidatura come miglior interpretazione emergente per The 100

## Doppiatori italiani
Nelle versioni in italiano delle opere in cui ha recitato, Jonathan Whitesell è stato doppiato da:
- Manuel Meli in A.R.C.H.I.E. - Un robot a quattro zampe, The 100, C'era una volta, Tracker
- Stefano Broccoletti in Beyond
- Nanni Baldini in The Kill Team
- Riccardo Suarez in Le terrificanti avventure di Sabrina
- Federico Campaiola in Untamed